# Öttusa az 1980. évi nyári olimpiai játékokon
Az 1980. évi nyári olimpiai játékokon öttusában két versenyszámban avattak olimpiai bajnokot.

## Éremtáblázat
(Magyarország és a rendező ország csapata eltérő háttérszínnel, az egyes számoszlopok legmagasabb értéke, illetve értékei vastagítással kiemelve.)
| Az 1980. évi nyári olimpiai játékok éremtáblázata öttusában | Az 1980. évi nyári olimpiai játékok éremtáblázata öttusában | Az 1980. évi nyári olimpiai játékok éremtáblázata öttusában | Az 1980. évi nyári olimpiai játékok éremtáblázata öttusában | Az 1980. évi nyári olimpiai játékok éremtáblázata öttusában | Olimpia  |
| ----------------------------------------------------------- | ----------------------------------------------------------- | ----------------------------------------------------------- | ----------------------------------------------------------- | ----------------------------------------------------------- | -------- |
|                                                             | Ország                                                      | Arany                                                       | Ezüst                                                       | Bronz                                                       | Összesen |
| 1.                                                          | Szovjetunió (URS)                                           | 2                                                           | 0                                                           | 1                                                           | 3        |
|                                                             |                                                             |                                                             |                                                             |                                                             |          |
| 2.                                                          | Magyarország (HUN)                                          | 0                                                           | 2                                                           | 0                                                           | 2        |
|                                                             |                                                             |                                                             |                                                             |                                                             |          |
| 3.                                                          | Svédország (SWE)                                            | 0                                                           | 0                                                           | 1                                                           | 1        |
|                                                             |                                                             |                                                             |                                                             |                                                             |          |
| Összesen                                                    | Összesen                                                    | 2                                                           | 2                                                           | 2                                                           | 6        |

## Érmesek
| Az 1980. évi nyári olimpiai játékok érmesei öttusában |                                                                               |        |                                                                           |        |                                                                          |        |
| Versenyszám                                           | Arany                                                                         | Arany  | Ezüst                                                                     | Ezüst  | Bronz                                                                    | Bronz  |
| egyéni                                                | Anatolij Sztarosztyin · Szovjetunió (URS)                                     | 5568   | Szombathelyi Tamás · Magyarország (HUN)                                   | 5502   | Pavel Lednyov · Szovjetunió (URS)                                        | 5382   |
| csapat                                                | Szovjetunió (URS) · Anatolij Sztarosztyin · Pavel Lednyov · Jevgenyij Lipejev | 16 126 | Magyarország (HUN) · Szombathelyi Tamás · Maracskó Tibor · Horváth László | 15 912 | Svédország (SWE) · Svante Rasmuson · Lennart Pettersson · George Horvath | 15 845 |

## Magyar szereplés
- Szombathelyi Tamás 2. hely 5 502 pont
- Maracskó Tibor 5. hely 5 279 pont
- Horváth László 19. hely 5 131 pont
- Csapat: 2 hely 15 912 pont